# Hugenberg-Konzern
Der Hugenberg-Konzern war eine nationalkonservative Mediengruppe in Deutschland von 1916 bis 1943. Ihr Sitz befand sich in Berlin. Der Konzern umfasste Werbe- und Nachrichtenagenturen, Pressedienste, Presseverlage und Filmgesellschaften.
Alfred Hugenberg, Mitbegründer des Alldeutschen Verbandes und ab 1928 Vorsitzender der Deutschnationalen Volkspartei (DNVP), baute als Vorsitzender des Direktoriums der Friedrich Krupp AG (1909–1918) ab 1916 mit der Übernahme des Scherl-Verlages systematisch den Hugenberg-Konzern auf. 1919 gründeten zwölf DNVP-Mitglieder als Dachgesellschaft des Hugenberg-Konzerns die Wirtschaftsvereinigung zur Förderung der geistigen Wiederaufbaukräfte, die den Konzern maßgeblich finanzierte.
Durch die gewonnene Medienkonzentration erreichte die vom Hugenberg-Konzern verbreitete extrem nationalistische und antidemokratische Propaganda weite Teile der deutschen Bevölkerung. Das Medienimperium Hugenberg gilt daher als Steigbügelhalter der Nationalsozialisten und somit Hitlers. Im Laufe der 1930er-Jahre kaufte die NSDAP einige Unternehmensteile des Hugenberg-Konzerns. Im NS-Staat übernahmen die Nationalsozialisten Schritt für Schritt die Kontrolle über den Konzern, zuerst 1933 über die Telegraphen-Union. 1937 wurde die Universum Film AG (UFA) verstaatlicht und 1943 der Scherl-Verlag in Parteiverlage überführt.